# Учредително събрание (Народна република Македония)
Вижте пояснителната страница за други значения на Учредително събрание.
Учредителното събрание на Народна република Македония е най-висшият орган на законодателна власт, натоварен с допълнителна задача да приеме конституция на югославската република.
Създадено е на основата на Закона за учредителното събрание на НРМ от 27 юли 1946 г. Тогава се провеждат избори за членове на Събранието.
Общият брой избиратели, имащи право на гласуване са 672 729 души, от които гласуват 544 080 души, общо 94 % от общия брой на избирателите. На първо място се нарежда Народният фронт, който печели 99, 25 % от гласовете или общо 182 места, останалите 0,75 % са за 10 независими кандидати. Събранието се състои общо от 142 члена от 42 избирателни района. Сред народните представители са голям брой делегати на АСНОМ и няколко дейци, участвали в Илинденско-Преображенското въстание. Събранието гласува първата конституция на Народна република Македония със 180 гласа, по предложение на конституционния комитет в състав:
- Наум Наумовски
- Бошко Станковски
- Боге Василевски
- Хамди Демир
- Борис Хр. Чаушев
- Веселинка Малинска
- Димитър Влахов
- Александър Мартулков
- Лазар Мойсов
- Петре Пирузе
- Боро Поцков
- Ремзи Исмаил
- Никола Вражалски
- Страхил Трайковски
- Душан Лукаров
- Кръсте Цървенковски
- Александър Мартиновски
- Георги Ивановски
- Исмаил Хамди
- Стерьо Боздов
- Емин Калнагар

Техни заместници стават: Гойче Стефковски, Нуман Халил Вейсел, Христо Баялцалиев, Александър Дума, Никола Пешев, Муса Йайов, Круме Наумовски, Кръсте Марковски, Садик Несими, Стоилко Иванов, Джафер Кодра, Емануел Чучков, Бейзат Муратов, Ристо Джунов, Кирил Михайловски, Трайко Николов, Михайло Милошевски, Джафер Демиров, Лазар Гиновски, Ирфан Дика и Боро Чушкар.